# Lenguas enganas
Las lenguas enganas son una familia de lenguas papúes habladas en Papúa Nueva Guinea y clasificada dentro de las lenguas trans-neoguineanas por Malcolm Ross (2005).

## Clasificación
Existen nueve lenguas enganas claramente relacionadas:
- Engano septentrional: Enga, Ipili, Kyaka, Lembena, Bisorio (Nete, Iniai).
- Engano meridional: Huli; Angal (Mendi), Samberigi (Sau), Kewa.

Si bien las lenguas enganas se clasifican dentro de la macrofamilia trans-neoguineana su relación con el resto de grupos trans-neoguineanos es difícil establecer. Posiblemente el grupo más cercano sean las Lenguas duna-pogaya que son vecinas, y más distantemente las lenguas marind.

## Comparación léxica
Los numerales en diferentes lenguas enganas:
| GLOSA | Engano meridional     | Engano meridional | Engano meridional | Engano meridional | PROTO- ENGANO      |
| GLOSA | Mendi angal           | Kewa Occidental   | Kewa oriental     | Sau               | PROTO- ENGANO      |
| ----- | --------------------- | ----------------- | ----------------- | ----------------- | ------------------ |
| '1'   | mend                  | egata             | kekali            | homeke            | *mendai            |
| '2'   | kap                   | laapo             | kekali yame       | yapo              | *lambo             |
| '3'   | tep                   | repo              | anda ki           |                   | *tempo             |
| '4'   | mal                   | malaa             | malaa             |                   | *malaa/ *tukumedai |
| '5'   | su                    | supu              | su                |                   | *su-               |
| '6'   | towa                  | oraapu            | su mindi          |                   | *tokwa             |
| '7'   | holo / kerpo          | waraa             | waraa             |                   | *wataa             |
| '8'   | tulap                 | kerepo            | kerepo            |                   | *kitapo            |
| '9'   | topon bor / tepon bor | noae              | palagi            |                   | *pala-             |
| '10'  | topon kap / tepon kap | noae re pambu     | noe               |                   |                    |
| GLOSA | Engano septentrional | Engano septentrional | Engano septentrional | Engano septentrional | Engano septentrional | Engano septentrional |
| GLOSA | Enga                 | Ipili                | Lembena              | Bisorio              | Nete (Inai)          | Kyaka                |
| ----- | -------------------- | -------------------- | -------------------- | -------------------- | -------------------- | -------------------- |
| '1'   | mendái               | miⁿdi                | wamena               | mʊndi                | mʊndi                | mendaki              |
| '2'   | lápó                 | ɭapo                 | lamana               | labu                 | labo                 | lama                 |
| '3'   | téma                 | tepo                 | temanae              | sebo                 | teboʔ                | rema                 |
| '4'   | kitómende            | tukumiⁿdi            | kipakita             | tumɛda               | tugumʊdʊ             | kisima               |
| '5'   | yángí-púndu          | yau                  |                      |                      |                      | kingi-paki           |
| '6'   | tókange              | wataka               |                      |                      |                      | pakina mange         |
| '7'   | kálange              | yanasia              |                      |                      |                      | yanda ipingi         |
| '8'   | mange-lao- waketau   | kitupasia            |                      |                      |                      | 10-2                 |
| '9'   | tukutépó             | piɭisia              |                      |                      |                      | 10-1                 |
| '10'  | akalitá- mendái      | paiyasia             |                      |                      |                      | akalisa              |
Los numerales realmente son nombres para partes del mano o del brazo, normalmente la cuenta es: *mendai 'meñique', *lambo 'anular', *tembo 'medio', 'índice', 'pulgar', *wataa 'palma', *kitapo 'muñeca', etc.